# 霜鸟武雄
霜鸟武雄（日语：／ Shimotori Takeo，1928年10月2日—），日本男子摔跤运动员。他曾代表日本参加1954年亚洲运动会摔跤比赛，获得一枚金牌。他也曾参加1952年夏季奥林匹克运动会。